# Deget

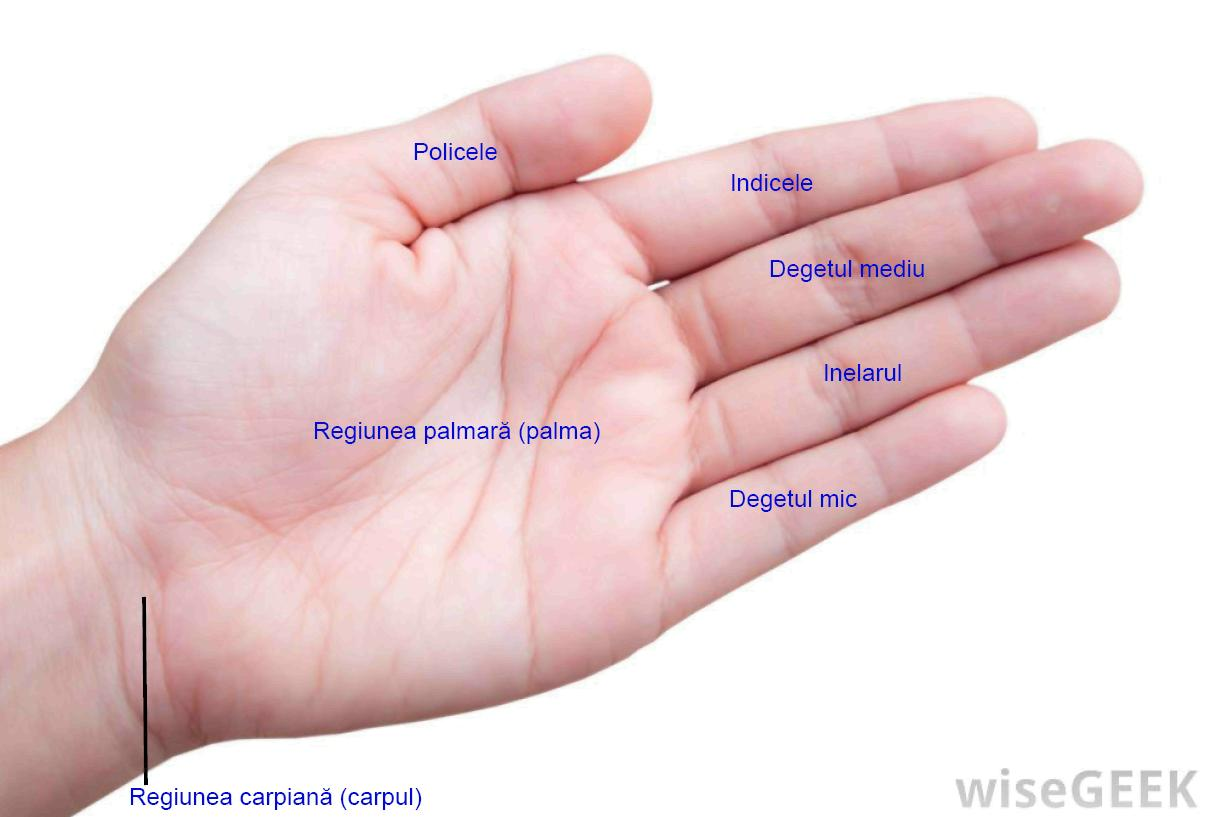
Carpul, regiunea palmară şi degetele mâinii

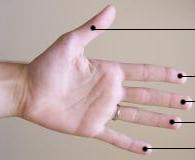
Cele cinci degete: degetul mare, arătătorul, degetul mijlociu, inelarul, degetul mic

Degetul este extremitatea mobilă, compus din trei (exceptând degetul mare) sau două (degetul mare) falange, care se află la sfârșitul mâinii sau tălpii piciorului. Fiecare mână sau picior are, în mod normal, cinci degete:
- Degetul mare sau police (în latină pollex), deget opozabil;
- Degetul arătător sau indice (în latină index);
- Degetul mijlociu sau mediu (în latină digitus medius);
- Degetul inelar (în latină digitus anularis);
- Degetul mic (în latină digitus minimus).

Fiecare deget are deasupra falangei distale o unghie.